# Felix och Regula

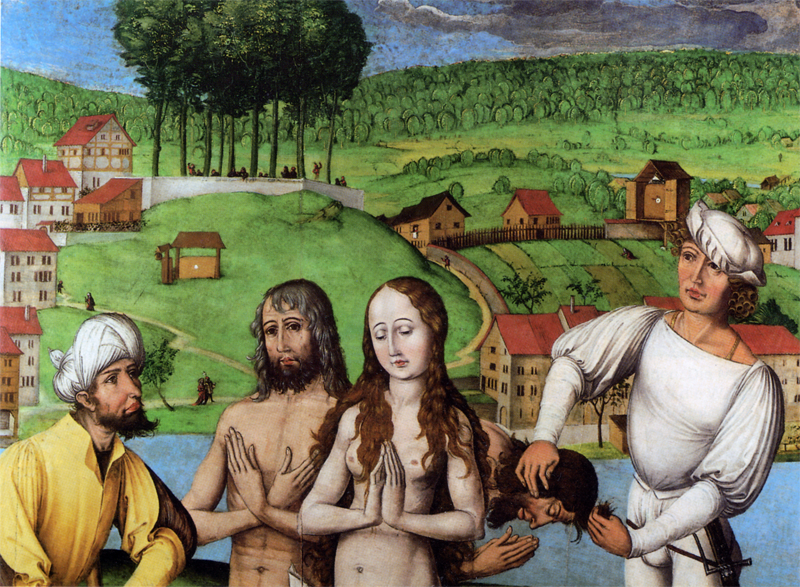
Felix och Regulas martyrium.

Felix och Regula, döda 286, var två syskon och romersk-katolska helgon, som enligt legenden led martyrdöden i Zürich omkring 300 e.Kr.
Felix attribut är ett huvud och en palm. Deras minnesdag firas 11 september.